# Malla Höök
Malla (Amelie) Höök, född 1811, död 1882, var en svensk skådespelare och kurtisan. Hon var aktiv vid Dramaten 1834-1842 och även en välkänd kurtisan. I teaterhistorien nämns hon ofta för sin vänskap med Emilie Högqvist.  
Hööks far är okänd. Hon var tidigt personlig vän och kollega med Emilie Högqvist. Hon var elev vid Kungliga Baletten 1825-26. Liksom Högvist var hon under 1826-28 medlem av det resande teatersällskapet Berggrenska truppen, och var då liksom denna även aktiv som lärare i dans enligt annonser i lokalpressen. Hon debuterade på Dramaten 1828 och var därefter elev 1829-34. Höök var engagerad vid Dramaten under åtta år, från 1834 till 1842. Som scenartist var hon främst verksam i rollen som subrett och beskrivs som flitig, skötsam och med gott anlag för skådespeleri. 
Förutom för sin karriär som skådespelare var Höök välkänd  i det samtida Stockholm som kurtisan, dvs lyxprostituerad. Hon var enligt uppgift under flera år erkänd mätress till en högadlig diplomat. Höök avslutade sin karriär på Dramaten vid 31 års ålder, och såg då till att i samband med detta få sig själv myndigförklarad. Ogifta kvinnor var enligt lag omyndiga i Sverige, men detta tillstånd gällde i realiteten mest ekonomiska frågor; ogifta kvinnor kunde ansöka om att bli myndiga, och sådana ansökningar blev som regel bifallna.
Hon bosatte sig sedan i eget hus på Nybrobacken 5 och lämnade efter sig också en egendom vid Drottningholm och en förmögenhet på 33.500 kronor till kanslisten vid Kungliga Kommerskollegium Ludvig Hegardt, som möjligen var hennes utomäktenskaplige son.